# Dueskabiose
Dueskabiose (Scabiosa columbaria), ofte skrevet due-skabiose, er en 25-60 cm høj, vildtvoksende urt, som kan findes på kalkrig bund på Øerne, men meget sjældent i resten af landet. Den dyrkes af og til som prydplante.

## Beskrivelse
Dueskabiose er en flerårig, urteagtig plante med en spinkel, opstigende til opret vækst. Stænglerne er runde i tværsnit og flere gange forgrenede. De grundstillede blade er groft tandede til fjersnitdelte, mens de modsat stillede stængelblade er fjersnitdelte med linjeformede eller lancetformede bladafsnit. Bladene har behåring langs randen og bladribberne, men er ellers hårløse. Begge bladsider er grågrønne.
Blomstringen foregår i juli-september, hvor man finder blomsterne samlet i flade, endestillede stande. De enkelte blomster har 5-fligede kroner, hvor randblomsterne er skævt udviklede, sådan at den udadvendende flig er særligt lang. Kronbladene er blålilla. Frugtstanden er kugleforment med nødder, der har et krogformet vedhæng.
Rodsystemet består af en kraftig, dybtgående pælerod og nogle grove siderødder.
Højde x bredde og årlig tilvækst: 0,60 x 0,45 m (60 x 45 cm/år).

## Hjemsted
Dueskabiose er udbredt i Nordafrika, Mellemøsten, Kaukasus og det meste af Europa. I Danmark kan den findes hist og her på Øerne, mens den er meget sjælden på Fyn og i Jylland. Den er knyttet til kontinentale klimaforhold, hvor den foretrækker lysåbne voksesteder med en ret tør og kalkrig jord. Den forsvinder på de steder, hvor man gødsker.
På Atterbakke nær ved Toksværd på Sjælland vokser arten sammen med bl.a. aftenpragtstjerne, blæresmælde, blåmunke, engbrandbæger, almindelig kællingetand, fløjlsgræs, hedelyng, hulkravet kodriver, håret høgeurt, musevikke og vellugtende gulaks
| Portal | Portal:Botanik |

## Note
1. ↑  "Danmarks Naturfredningsforening: Atterbakke". Arkiveret fra originalen 31. marts 2017. Hentet 30. marts 2017.

## Eksterne links
- Naturbasen - Billeder og udbredelse i Danmark af Dueskabiose
- Flora Europaea: Scabiosa columbaria
- Den virtuella floran (med udbredelseskort) Arkiveret 29. september 2007 hos  Wayback Machine